# 한솔홀딩스
한솔홀딩스(Hansol Holdings Co., Ltd.)는 한솔그룹의 지주회사이다.

## 역사
- 1965년 대한교과서(현 미래엔) 자회사 새한제지공업주식회사 설립
- 1968년 전주제지로 개칭
- 1972년 주식 상장
- 1979년 제지연구소 설립
- 1991년 삼성그룹에서 분리
- 1992년 한솔제지로 개칭
- 1994년 동창제지 인수
- 1996년 PCS 사업권 취득
- 1999년 홍콩 콩코디아 인수
- 2001년 팬아시아페이퍼 매각
- 2001년 엔지니어링보전사업부문을 한솔이엠이로 분사
- 2009년 EN페이퍼 인수 - 아트원제지로 사명 변경
- 2011년 대한페이퍼텍 인수
- 2015년 구)한솔제지에서 제지 분야를 신)한솔제지로 분할하고, 기존 회사는 한솔홀딩스로 존속.
- 2024년 이명길 대표이사 취임

## 같이 보기
- 한솔그룹